# Drangstedt
Drangstedt è una frazione della città tedesca di Geestland, nella Bassa Sassonia.

## Storia
Il 1º gennaio 2015 il comune di Drangstedt venne fuso con gli altri sette comuni associati nella Samtgemeinde Bederkesa (Bad Bederkesa, Elmlohe, Flögeln, Köhlen, Kührstedt, Lintig e Ringstedt) e con la città di Langen, formando la nuova città di Geestland.